# Visciano
Visciano é uma comuna italiana da região da Campania, província de Nápoles, com cerca de 4.623 habitantes. Estende-se por uma área de 10,89 km², tendo uma densidade populacional de 424 hab/km². Faz fronteira com Avella (AV), Baiano (AV), Casamarciano, Liveri, Marzano di Nola (AV), Monteforte Irpino (AV), Mugnano del Cardinale (AV), Nola, Pago del Vallo di Lauro (AV), Sperone (AV), Taurano (AV).

## Demografia
| Variação demográfica do município entre 1861 e 2011                               |
|                                                                                   |
| Fonte: Istituto Nazionale di Statistica (ISTAT) - Elaboração gráfica da Wikipedia |